# Drei-Länder-Meisterschaften 2023
Die 5. Drei-Länder-Meisterschaft fand  am 2. Juli im schweizerischen Märwil statt. Im Rahmen dieses Wettbewerbs wurden die U23-Meisterschaften der Männer im Straßenrennen von Deutschland, Luxemburg und der Schweiz gemeinsam ausgetragen sowie die der Frauen aus diesen Ländern sowie aus Österreich, also als Vier-Länder-Meisterschaft.
Bei der Drei-Länder-Meisterschaft kürt jede Nation ihren eigenen Meister, ebenso wird ein Gesamtsieger geehrt, bei der Vier-Länder-Meisterschaft ihre eigene Meisterin sowie eine Gesamtsiegerin.
Organisiert wurde der Wettbewerb vom  VC Bürglen-Märwil, der 2020 schon die Schweizer Meisterschaften ausgetragen hatte. Die Rennen wurden auf einem rund zehn Kilometer langen Rundkurs von Märwil über Mettlen, Rothenhausen und Oberbussnang zurück nach Märwil ausgetragen, auf dem auch die der U23-Meisterschaft ausgefahren wurde. Es wurden 15 Runden zurückgelegt, also insgesamt 154,5 Kilometer.

## Ergebnisse

### Frauen

#### Gesamtwertung
| Platz | Nation                 | Athlet            | Zeit      |
| 1     | Wertung Rad-Bundesliga | Katharina Fox     | 3:02:44 h |
| 2     | Luxemburg              | Marie Schreiber   | + 0:01    |
| 3     | Schweiz                | Linda Zanetti     | + 3:28    |
| 4     | Deutschland            | Selma Lantzsch    | + 6:28    |
| 5     | Deutschland            | Hanna Dopjans     | gl. Zeit  |
| 6     | Schweiz                | Noëlle Rüetschi   | gl. Zeit  |
| 7     | Osterreich             | Leila Gschwentner | gl. Zeit  |
| 8     | Schweiz                | Lorena Leu        | gl. Zeit  |
| 9     | Osterreich             | Johanna Martini   | gl. Zeit  |
| 10    | Deutschland            | Olivia Schoppe    | + 6:29    |

##### Deutschland

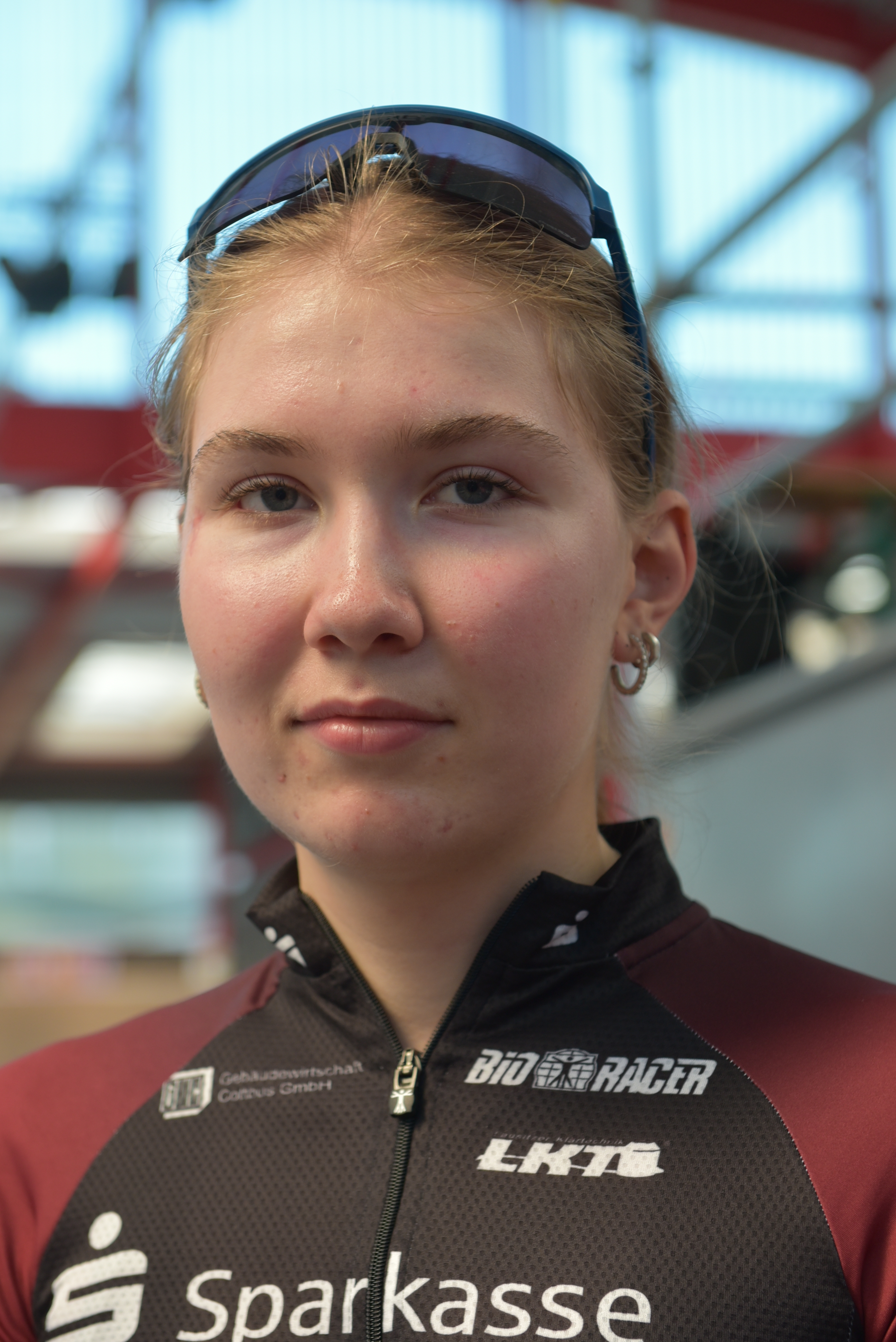
Selma Lantzsch errang den U23-Titel der deutschen Frauen

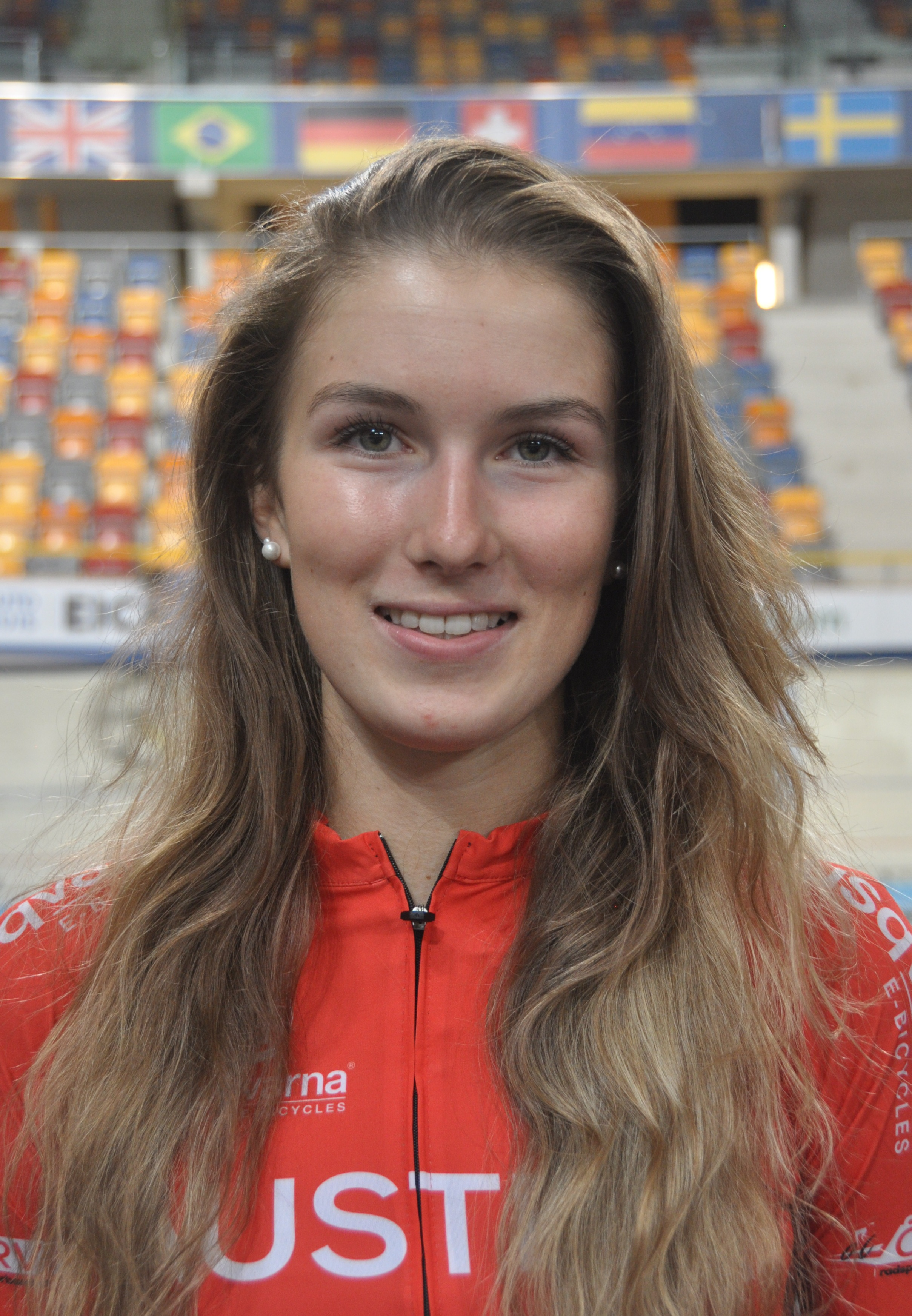
Leila Gschwentner entschied die Wertung der österreichischen Sportlerinnen für sich

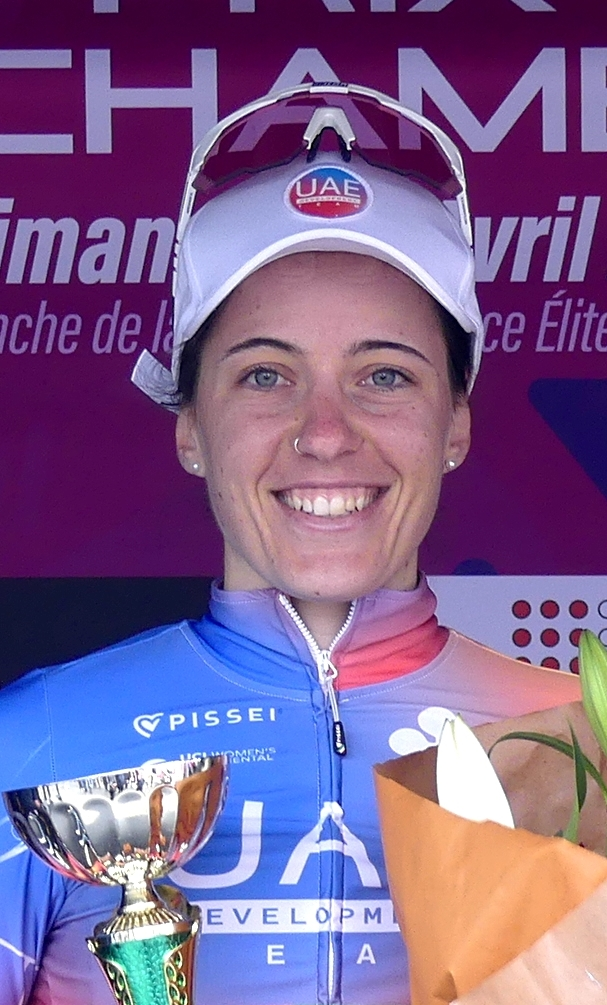
Linda Zanetti war die beste Schweizerin

| Platz | Athlet            | Zeit                 |
| ----- | ----------------- | -------------------- |
| 1     | Selma Lantzsch    | 3:09:12 h 35,93 km/h |
| 2     | Hanna Dopjans     | gl. Zeit             |
| 3     | Olivia Schoppe    | + 0:01               |
| 4     | Lucy Mayrhofer    | gl. Zeit             |
| 5     | Jette Simon       | gl. Zeit             |
| 6     | Marla Sigmund     | gl. Zeit             |
| 7     | Justyna Czapla    | gl. Zeit             |
| 8     | Judith Krahl      | + 0:02               |
| 9     | Lana Eberle       | + 0:21               |
| 10    | Victoria Stelling | + gl. Zeit           |

##### Luxemburg
| Platz | Athlet          | Zeit                  |
| ----- | --------------- | --------------------- |
| 1     | Marie Schreiber | 3:02:45 h 37,198 km/h |
| 2     | Liv Wenzel      | + 6:48                |
| 3     | Maïte Barthels  | + 7:15                |
| 4     | Layla Barthels  | gl. Zeit              |
| 5     | Sophie Hermes   | gl. Zeit              |

##### Österreich
| Platz | Athlet                | Zeit     |
| ----- | --------------------- | -------- |
| 1     | Leila Gschwentner     | 3:09:12  |
| 2     | Johanna Martini       | gl. Zeit |
| 3     | Elisa Winter          | + 0:10   |
| 4     | Franziska Ehrenreich  | + 0:11   |
| 5     | Daniela Schmidsberger | + 0:13   |

##### Schweiz
| Platz | Athlet            | Zeit     |
| ----- | ----------------- | -------- |
| 1     | Linda Zanetti     | 3:06:12  |
| 2     | Noëlle Rüetschi   | + 3:00   |
| 3     | Lorena Leu        | gl. Zeit |
| 4     | Jasmin Liechti    | + 3:01   |
| 5     | Annika Liehner    | + 3:33   |
| 6     | Larissa Tschenett | + 3:40   |
| 7     | Janice Stettler   | + 7:26   |

### Männer

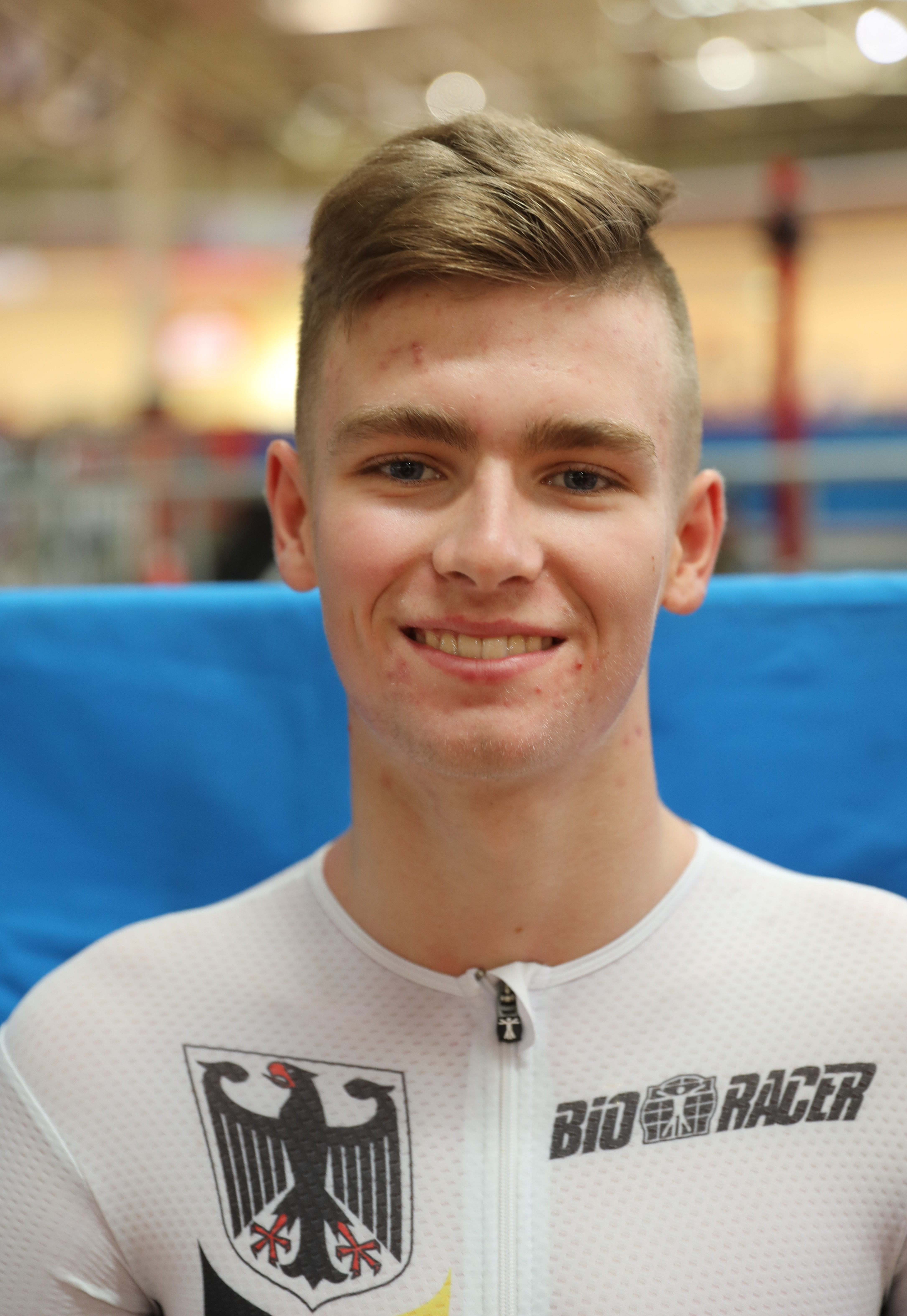
Moritz Kretschy (hier 2019) wurde Gesamtsieger sowie deutscher U23-Meister

#### Gesamtwertung
| Platz | Nation      | Athlet          | Zeit                  |
| 1     | Deutschland | Moritz Kretschy | 3:36:46 h 42,765 km/h |
| 2     | Deutschland | Ole Theiler     | + 0:21                |
| 3     | Deutschland | Roman Duckert   | + 0:48                |
| 4     | Schweiz     | Elia Blum       | + 2:00                |
| 5     | Schweiz     | Fabio Christen  | + 2:23                |
| 6     | Deutschland | Henri Uhlig     | + 3:43                |
| 7     | Deutschland | Cedric Abt      | gl. Zeit              |
| 8     | Deutschland | Vincent John    | + 3:44                |
| 9     | Schweiz     | Robin Donzé     | gl. Zeit              |
| 10    | Schweiz     | Jakob Klahre    | gl. Zeit              |

##### Deutschland
| Platz | Athlet           | Zeit                  |
| ----- | ---------------- | --------------------- |
| 1     | Moritz Kretschy  | 3:36:46 h 42,765 km/h |
| 2     | Ole Theiler      | + 0:21                |
| 3     | Roman Duckert    | + 0:48                |
| 4     | Henri Uhlig      | + 3:43                |
| 5     | Cedric Abt       | gl. Zeit              |
| 6     | Vincent John     | + 3:44                |
| 7     | Silas Köch       | gl. Zeit              |
| 8     | Mauro Brenner    | + 5:29                |
| 9     | Ben Felix Jochum | + 5:30                |
| 10    | Luca Martin      | + gl. Zeit            |

##### Luxemburg
| Platz | Athlet                 | Zeit                  |
| ----- | ---------------------- | --------------------- |
| 1     | Loïc Bettendorff       | 3:42:38 h 41,638 km/h |
| 2     | Mathieu Kockelmann     | gl. Zeit              |
| 3     | Mats Wenzel            | + 1:04                |
| 4     | Tim Karier             | + 1:22                |
| 5     | Jo Schmitz             | + 1:24                |
| 6     | Noé Ury                | + 1:25                |
| 7     | Alexandre Kess         | + 1:26                |
| 8     | Rafael Pereira Marques | gl. Zeit              |
| 9     | Jacques Gloesener      | gl. Zeit              |
| 10    | Arno Wallenborn        | + 1:28                |

##### Schweiz
| Platz | Athlet                | Zeit                  |
| ----- | --------------------- | --------------------- |
| 1     | Elia Blum             | 3:38:46 h 42,374 km/h |
| 2     | Fabio Christen        | + 0:23                |
| 3     | Robin Donzé           | + 1:44                |
| 4     | Jakob Klahre          | gl. Zeit              |
| 5     | Arnaud Tendon         | + 3:29                |
| 6     | Jan Christen          | gl. Zeit              |
| 7     | Emanuel Wüthrich      | + 3:40                |
| 8     | Yanis-Eric Markwalder | + 4:41                |
| 9     | Robin Kull            | + 4:56                |
| 10    | Wanja Russenberger    | + 5:05                |